# Dziadkowo (wieś w województwie dolnośląskim)
Dziadkowo (niem. Altenau)  – wieś w Polsce położona w województwie dolnośląskim, w powiecie milickim, w gminie Cieszków.

## Podział administracyjny
W latach 1975–1998 miejscowość administracyjnie należała do województwa wrocławskiego.